# Genetics & Applications
Genetics & Applications (G&A) je službeni časopis Instituta za genetičko inženjerstvo i biotehnologiju, Univerziteta u Sarajevu. Predviđen je kao međunarodni časopis otvorenog pristupa, koji izlazi dva puta godišnje u štampanom i elektronskom (on-line) formatu, a objavljuje nove recenzirane članke i značajna otkrića u područjima osnovne i primijenjene genetike. Po dogovoru s Uredništvom, povremeno se mogu prirediti i posebna izdanja ili dodaci.
Teme obuhvaćene u okviru Genetics & Applications (G&A) uključuju oblasti: 
- molekularna genetika,
- citogenetika,
- genetika biljaka,
- genetika životinja,
- genetika čovjeka,
- medicinska genetika,
- forenzička genetika,
- populacijska i evolucijska genetika,
- konzervacijska genetika,
- genomika i funkcionalna genomika,
- genetičko inženjerstvo i biotehnologija i
- bioinformatika.

Mole se autori da predaju kompletne, neobjavljene, originalne radove koji nisu u recenziji ni u jednom drugom časopisu. Prihvatljivi su oni koji okupljaju i šire temeljna znanja iz svih područja genetike.
Ovaj časopis je indeksirani ili sažet u bazama podataka: EBSCO, DOAJ, CAB Abstracts, Google Scholar, Global Health database, Crossref i Index Copernicus.
G&A koristi sisteme LOCKSS i CLOCKSS, kako bi osigurali sigurnu i trajnu arhivu časopisa.
Genetics & Applications objavljuje pet vrsta rukopisa: kritike (Reviews), istraživačke članke (Research Articles), kratke komunikacije (Short Communications), bilješke (Notes) i pisma (Letters).
Ovaj časopis izlazi samo na engleskom i ne naplaćuje stranice.

## Literatura
1. ↑  http://www.genapp.ba/
2. ↑  www.ingeb.unsa.ba
3. ↑  http://www. nesa.ba/